# Teofilina

Estructura química de la teofilina.

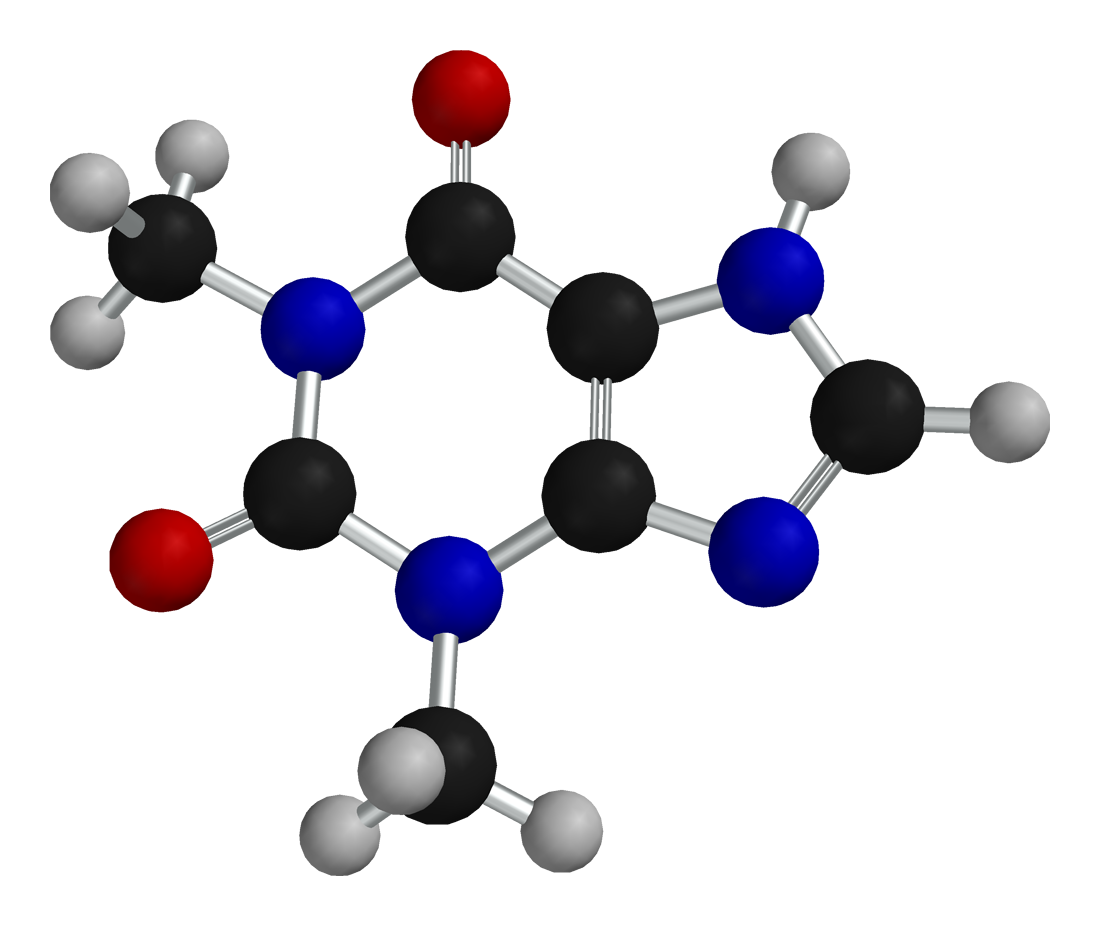
Representación tridimensional de la teofilina.

La teofilina es un alcaloide de la familia metilxantina, la misma a la que pertenecen la cafeína y la teobromina, caracterizada por ser estimulante del sistema nervioso central y broncodilatadora. Se encuentra naturalmente en el té negro, en el té verde y en la yerba mate.
La teofilina es especialmente diurética, por lo que ayuda a la eliminación de líquidos, a través de la orina. Funde a 272 °C. Su nombre químico es: 1,3 dimetilxantina
Su principal efecto es la dilatación general de los vasos periféricos, broncodilatación (usado para tratar el asma), estimulación a nivel de la corteza cerebral, sensación de calor en la piel, y pesadez de piernas y brazos.
En países desarrollados, el advenimiento de los glucocorticoides por inhalación, los agonistas de receptores beta adrenérgicos y los fármacos modificadores de leucotrieno han disminuido en grado notable la amplitud del uso de la teofilina.

## Mecanismo de acción
La teofilina inhibe a la enzima fosfodiesterasa y así evita la degradación de monofosfato de adenosina cíclico (cAMP) y monofosfato de guanosina cíclico (cGMP) hasta sus formas 5'-AMP y 5-GMP, respectivamente. La inhibición de la fosfodiesterasa permitirá que se acumulen AMP y GMP cíclicos, con lo que aumenta la transducción de señales por tales vías.
La teofilina también es un antagonista competitivo en los receptores de adenosina, donde el bloqueo genera insomnio y aumenta el estado de vigilia, de manera similar a la cafeína

## Toxicología
Las intoxicaciones fatales han sido más frecuentes con este fármaco que con la cafeína. La administración intravenosa rápida de aminofilina, un fármaco análogo, puede causar muerte súbita por arritmias. El medicamento por vía intravenosa se debe administrar con lentitud en un lapso de 20-40 min para que no surjan síntomas tóxicos graves.
Entre los efectos adversos observados se encuentran: cefalalgia, palpitación, mareos, náuseas, hipotensión y dolor precordial.
Otros síntomas tóxicos son: taquicardia, inquietud intensa, agitación y emesis. Estos efectos surgen cuando las concentraciones plasmáticas rebasan los 20 ng/ml. Además, se pueden observar convulsiones focales y generalizadas, sin signos previos de toxicidad.

## Historia
Albrecht Kossel logró aislar la teofilina por primera vez en 1888 y le dio a la sustancia su nombre actual. Solo siete años después de su descubrimiento, Emil Fischer y Lorenz Ach lograron producirlo sintéticamente, a partir de ácido 1,3-dimetilúrico. La teofilina fue, por lo tanto, el primer alcaloide de purina que pudo producirse artificialmente. En 1900 Wilhelm describió a Traube con la síntesis de uvauna ruta de síntesis química que todavía se utiliza en la actualidad.
Después del descubrimiento de la sustancia pura y su primera descripción como aminofilina denominada Ethylendiaminsalzes , fue inicialmente usada como diurético.  En 1912, Jakob Pál y Paul Trendelenburg demostraron de forma independiente que las xantinas como la cafeína y la teofilina relajan los músculos lisos . Hans Guggenheimer introdujo la teofilina en el tratamiento de la angina de pecho en 1921 .  En 1922, SR Hirsch estableció metilxantinas como la teofilina en la terapia del asma.En 1957, los empleados de la empresa Hoechst descubrieron el efecto antagonista sobre los receptores de adenosina como un elemento importante de su mecanismo de acción . El desarrollo de preparaciones de teofilina con liberación retardada de ingredientes activos hizo posible un tratamiento satisfactorio a largo plazo de los asmáticos en la década de 1970. Con la introducción de glucocorticoides y beta-simpaticomiméticos para inhalación , la teofilina volvió a perder su importancia un poco más tarde.